# Voyeur (Moongarden)
Voyeur is een studioalbum van de Italiaanse band Moongarden. Het verscheen vijf jaar na hun vorige album A vulgar display of prog. Voyeur handelt over voyeurisme in de persoon van schoonmaakster Vickey, die via door haar geplaatste camera’s vanuit de kelder de bewoners van een flatgebouw in de gaten houdt. Het album is opgenomen in de LaSala studio in Mantua. Het is een conceptalbum binnen progressieve rock met raakvlakken met de muziek van de neoprog van Arena, IQ en Porcupine Tree.

## Musici
- Simone Baldini Tosi – zang, viool
- David Cremoni – gitaar
- Cristiano Roversi – toetsinstrumenten waaronder mellotron, akoestische gitaar en chapman stick (track 6)
- Dimitri Sardini – gitaar
- Mattia Scolfaro – drumstel, percussie
- Mirko Tagliaacchi – basgitaar, baspedalen

Met
- Lorenzo Guadagni – banjo (track 4)
- Vania Pieropan – Vickey (track 1, traplopen)

## Muziek
| Nr. | Titel                                                        | Duur |
| --- | ------------------------------------------------------------ | ---- |
| 1.  | Vickey goes to the skyscraper (Roversi)                      | 1:10 |
| 2.  | Voyeur, part 1 (Roversi, Baldini Tosi)                       | 2:16 |
| 3.  | Vickey mouse (Roversi, Baldini Tosi)                         | 5:12 |
| 4.  | Barbiturates gentleman (Roversi, Cremoni, Baldini Tosi)      | 7;14 |
| 5.  | Mr. Moore (Roversi, Cremoni, Baldini Tosi)                   | 7:02 |
| 6.  | The usurper (Roversi, Baldini Tosi)                          | 5:18 |
| 7.  | Shiny eyes (Roversi, Baldini Tosi)                           | 5:24 |
| 8.  | TV queen (Roversi, Cremoni, Baldini Tosi)                    | 6:28 |
| 9.  | The queen goes to bed (Roversi)                              | 1:24 |
| 10. | Message from the last floor (Roversi, Cremoni, Baldini Tosi) | 7:05 |
| 11. | Voyeur, part 2 (Roversi, Baldini Tosi)                       | 4:25 |